# Сан-Боржа
Сан-Боржа (порт. São Borja) — муниципалитет в Бразилии, входит в штат Риу-Гранди-ду-Сул. Составная часть мезорегиона Юго-запад штата Риу-Гранди-ду-Сул. Входит в экономико-статистический микрорегион Кампанья-Осидентал. Население составляет 67 788 человек на 2006 год. Занимает площадь 3616,026 км². Плотность населения — 18,7 чел./км².

## История
Город основан 10 октября 1682 года как иезуитская редукция под названием Сан-Франциско-де-Боржа в составе территории Восточных миссий.

## Известные жители и уроженцы
- Жетулиу Варгас, 14-й и 17-й президент Бразилии.
- Жуан Гуларт, 24-й президент Бразилии.
- Грегорио Фортунато, начальник охраны Жетулиу Варгаса.

## Статистика
- Валовой внутренний продукт на 2003 составляет 701 205 163,00 реала (данные: Бразильский институт географии и статистики).
- Валовой внутренний продукт на душу населения на 2003 составляет 10 552,37 реала (данные: Бразильский институт географии и статистики).
- Индекс развития человеческого потенциала на 2000 составляет 0,798 (данные: Программа развития ООН).

## География

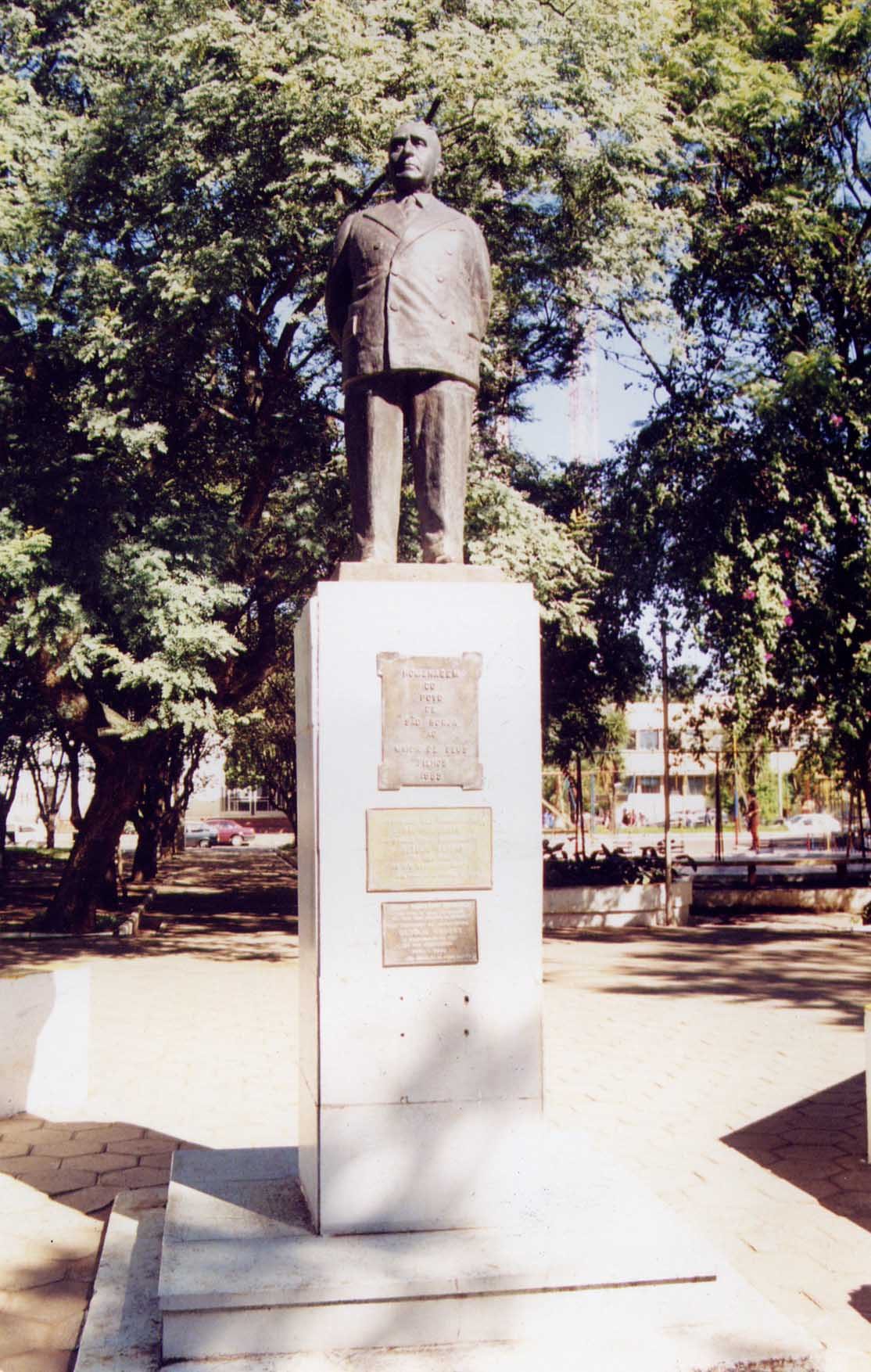
Памятник Жетулиу Варгасу.

Климат местности — субтропический.